# Sathima Bea Benjamin
Sathima Bea Benjamin, właśc. Beatrice Bertha Benjamin (ur. 17 października 1936 w Johannesburgu, zm. 20 sierpnia 2013 w Kapsztadzie) – południowoafrykańska piosenkarka i kompozytorka jazzowa.